# Michał Bergson
Pour les articles homonymes, voir Bergson (homonymie).
Michał Bergson ou Michał Bergsohn, encore appelé Michel Bergson, né le 20 mai 1820 à Varsovie et mort le 9 mars 1898 à Londres, est un pianiste et compositeur polonais.

## Biographie
Il prend ses premières leçons de musique à Varsovie. Il étudie par la suite la composition avec F.Schneider à Dessau, et avec Rundenhagen et Taubert à Berlin. En 1840 il arrive à Paris où il poursuit ses études de piano. De 1846 à 1850, il vit entre Florence, Bologne et Rome, et de 1850 à 1853, il est à Vienne, Berlin et Leipzig. Il s'installe ensuite à Paris où il se produit en tant que pianiste lors de nombreux concerts. En 1863, il est nommé professeur au Conservatoire de Genève, et en devient plus tard le directeur. A la fin de sa vie il part vivre à Londres, où il enseigne en privé jusqu'à sa mort.
Il est le père de Moina Bergson Mathers et de Henri Bergson.

## Œuvres
Opéras
- Luisa di Montfort, opus 82  (opéra en 4 actes, 1847)
- Salvator Rosa (opéra jamais représenté)

Opérette
- Qui va à la chasse, perd sa place (1859)

Divers
- Mazurkas, Opp. 1 and 48
- Le Rhin, Op. 21
- Concerto symphonique pour piano et orchestre, Op.62
- Trio avec piano
- 3 Duos pour piano et violon/clarinette
- Duo dramatique pour piano et violoncelle
- 12 Études caractéristiques

Michał Bergson a également composé de nombreuses mélodies.

## Source
- (en) Cet article est partiellement ou en totalité issu de l’article de Wikipédia en anglais intitulé « Michał Bergson » (voir la liste des auteurs).